# Phobocampe confusa
Phobocampe confusa là một loài tò vò trong họ Ichneumonidae.